# Велика Слоньца
Велика Слоньца (пол. Wielka Słońca, нім. Groß Schlanz) — село в Польщі, у гміні Субкови Тчевського повіту Поморського воєводства.
Населення — 568 осіб (2011).
У 1975-1998 роках село належало до Гданського воєводства.

## Демографія
Демографічна структура станом на 31 березня 2011 року:
|          | Загалом | Допрацездатний вік | Працездатний вік | Постпрацездатний вік |
| -------- | ------- | ------------------ | ---------------- | -------------------- |
| Чоловіки | 297     | 81                 | 199              | 17                   |
| Жінки    | 271     | 66                 | 168              | 37                   |
| Разом    | 568     | 147                | 367              | 54                   |